# Bergkumminsläktet
Bergkumminsläktet (Siler) är ett släkte i familjen flockblommiga växter. Det beskrevs av Philip Miller 1754.

## Arter
Släktet omfattar fyra arter i Europa:
- Siler garganicum (Ten.) Thell.
- Siler montanum Crantz
- Siler siculum (Spreng.) Thell.
- Siler zernyi (Hayek) Thell.